# Fabien Clain
Pour les articles homonymes, voir Clain (homonymie) et Omar.
Fabien Clain, surnommé Omar, Abou Adam Al-Faransi, Panda, Abou Anas ou La voix de Daech, né le 30 janvier 1978 à Toulouse (France) et mort le 20 février 2019 à Al-Baghouz Fouqani (Syrie), est un djihadiste français.
Il était suivi par les services antiterroristes depuis 2001. Considéré comme un haut cadre de la branche médiatique francophone de l'organisation terroriste État islamique, c'est notamment lui qui revendique dans un communiqué audio les attentats du 13 novembre 2015 en France, qui ont fait 130 morts et 352 blessés.
Il trouve très probablement la mort avec son frère Jean-Michel lors de l'offensive de Deir ez-Zor, frappé par un drone de la coalition internationale.
En l'absence de preuve définitive de sa mort, il est jugé par contumace dans le cadre du procès des attentats du 13 novembre 2015 pour son rôle dans leur planification. Il est reconnu coupable et est condamné le 29 juin 2022 à la réclusion criminelle à perpétuité incompressible soit la plus lourde peine du code pénal.

## Biographie

### Origines et éducation
Durant son enfance, Fabien Clain vit à Alençon dans l'Orne, ayant à peine connu son père Jocelyn resté à La Réunion.
À l'école primaire, il rencontre Mylène, qui deviendra son épouse à 21 ans. Alors que sa mère Marie-Rosanne dispense des cours de catéchisme, il est dans sa jeunesse un fervent catholique. Il obtient un BEP de métallurgie et son petit frère un BEP de comptabilité.

### Conversion
En 1996, Fabien Clain se convertit à un islam rigoriste suivant une influence introduite par le mariage de sa sœur Anne-Diana avec un Tunisien. Il se fait appeler « Omar ». Se convertissent aussi son petit frère et ses deux sœurs, dont l'une épousera le djihadiste Mohamed Megherbi (capturé dans le gouvernorat de Hassaké par les Unités de protection du peuple kurde le 13 décembre 2017).

### À Toulouse
Avec sa femme, il part s'installer à Toulouse, là où il est né, et où le voile islamique est mieux toléré. À cette époque, Clain est un parolier en herbe : il écrit des chansons et son frère, Jean-Michel, les rappe. Il se qualifie alors de « rappeleur », car il écrit des chansons à la gloire de la religion musulmane ayant vocation à servir d'exhortation (ou nasiha (en) en arabe). Fabien et son frère Jean-Michel épousent des femmes converties à l'islam.
C'est à Toulouse, dans le quartier du Mirail, que Clain se radicalise, de même que son épouse qui a déjà commencé à porter le niqab en Normandie. Dans cette région, il suit les enseignements prodigués à Artigat dans l'Ariège par Olivier Corel (né Abdel Ilat al-Dandachi, dit l'« Émir Blanc »), un Syrien naturalisé français en 1983, où il côtoie notamment Abdelkader et Mohammed Merah. Grâce à son charisme, son allure bonhomme et protectrice (1,88 m et plus de 100 kg), il embrigade de nombreuses personnes, dont le djihadiste Sabri Essid, le demi-frère et mentor de Mohammed Merah, auteur des tueries de mars 2012 à Toulouse et Montauban. Sabri Essid est le premier citoyen français de l'histoire à faire l'objet d'une enquête pour « génocide » en raison de son rôle supposé dans les massacres de Sinjar.
Il est considéré comme le cerveau de la filière d'Artigat fondée par Olivier Corel qui envoie des recrues au Proche-Orient. Il effectue plusieurs séjours en Belgique, devenue la plaque tournante du salafisme en Europe, entre janvier 2003 et mai 2004 et noue des contacts avec des réseaux de transferts de djihadistes, notamment celui qui enverra Muriel Degauque au Moyen-Orient et l'exorciste (raqi) Abou Chayma dont Clain devient un adepte. Actifs sur les réseaux sociaux, les deux frères créent l'un des premiers forums radicaux sur internet, Ansar Al Haqq, et géreront le site de l'association radicale Sanabil. Il embrigade notamment Adrien Guihal, dit Abou Oussama al-Faransi, dont la voix est formellement identifiée dans la revendication du double assassinat du 13 juin 2016 à Magnanville. Guihal est également suspecté d'avoir revendiqué un mois plus tard l'attentat du 14 juillet 2016 à Nice qui a fait 86 morts et 458 blessés.
Sa cellule est démantelée à la fin des années 2000 et Fabien Clain est condamné à une peine de cinq ans de prison en 2009 à son retour d’Égypte. Libéré le 8 août 2012 avec l'interdiction de se rendre dans 22 départements français, il s’installe d’abord à Alençon puis à Toulouse, avant de gagner la Syrie en mars 2015 avec son frère, où se trouve déjà le mari de l'une de ses sœurs, le djihadiste Mohamed Megherbi. De là, il intègre avec sa femme et ses enfants les rangs de l’État islamique, et apparaît dans des vidéos du groupe terroriste. En Île-de-France, lui et son frère fréquentent la mosquée salafiste Al Rawda — avenue Gaston Monmousseau — à Stains (Seine-Saint-Denis), qui sera l'objet d'une fermeture administrative temporaire en novembre 2016,.
Il est de retour à Toulouse pour acheter du matériel d'enregistrement fin janvier 2015, quelques semaines seulement après les attentats de janvier 2015 en France. C'est probablement avec cet équipement qu'il a, par la suite, réalisé la vidéo de revendication des attentats du 13 novembre 2015 en France.

### En Syrie
Il repart vers la Syrie en mars 2015. Son épouse et ses trois enfants le suivent en Syrie, avec deux mois de retard sur lui en raison d'un refoulement à la frontière turque. Marie-Rosanne Grosset, la mère des fils Clain, pénètre aussi en Syrie, mais meurt rapidement de maladie à Raqqa.
En Syrie, Fabien Clain travaille pour la radio Al-Bayane, et son frère pour Ajnad, un autre média de propagande de l'État islamique. Ils produisent des chants et de la propagande,. Ils participent également à des combats,.
La voix de Fabien Clain est identifiée comme revendiquant les attentats du 13 novembre 2015 tandis que celle de son frère est reconnue dans le chant religieux (nachid) Avance, avance mis en ligne par Al-Hayat Media Center, le 31 octobre 2015, et qui fait office de bande-son de la revendication,,.
Le 20 septembre 2016, sa sœur Anne est arrêtée à l'aéroport de Roissy en compagnie de son second mari, Mohammed Amri, et de leurs quatre enfants, après que les autorités turques (qui les avaient interpellés à la frontière avant de les placer en centre de rétention plus tôt dans l'été) les aient expulsés. Elle avait quitté la France à l'été 2015 pour vraisemblablement séjourner en Syrie. Le mari, qui faisait l'objet d'un mandat d'arrêt, est présenté à un juge, alors que les trois plus jeunes enfants font l'objet d'une ordonnance de placement provisoire. La mère et son fils aîné sont placés en garde à vue.
Le 15 janvier 2018, Jonathan Geffroy (de), dit Abou Ibrahim al Fransi ou Abu Sayfidine, un membre de l’État islamique fait prisonnier par l'ASL à la fin de la bataille d'al-Bab en février 2017, est entendu par un juge d'instruction sur le projet des frères Clain visant à envoyer des enfants soldats pour frapper l'Europe. Les deux frères font en juin 2018 l'objet d'un mandat d'arrêt international pour leur rôle supposé dans les attentats du 13 novembre. Le 28 décembre 2018, Fabien Clain diffuse un dernier message audio de 13 minutes sur la radio de propagande Al-Bayane, où dans une étonnante allusion au mouvement des Gilets jaunes il appelle à se rebeller contre le gouvernement français et à commettre des attentats.

### Décès
Fabien Clain est tué par un tir de drone de la coalition internationale lors de l'offensive de Deir ez-Zor, le 20 février 2019, contre le dernier réduit contrôlé par l'État islamique à Al-Baghouz Fouqani. Son frère, Jean-Michel, est grièvement blessé dans cette même frappe. Annoncée le 21 février par France Info, la mort de Fabien Clain est confirmée le 28 février par la coalition, puis, le 15 mars, par le magazine Al-Naba (en) de l'État islamique. Selon l'EI, la fille aînée de Fabien Clain est également tuée à Baghouz.
Jean-Michel Clain aurait quant à lui succombé à ses blessures quelques jours plus tard. Le 2 mars, Le Monde entre en contact avec une djihadiste, toujours présente à l'intérieur de la poche de Baghouz, qui déclare avoir appris de son épouse que Jean-Michel Clain était mort deux jours plus tôt, soit le 28 février, des suites de ses blessures. « Une information à prendre avec la plus grande précaution » selon Le Monde. La femme de Jean-Michel Clain, Dorothée Maquere, est évacuée de la poche de Baghouz le 5 mars avec ses cinq enfants. Elle affirme que son époux est mort et indique qu'il aurait été tué par un tir de mortier, soit deux jours plus tôt — le 3 mars —, soit deux jours après la mort de Fabien Clain — le 22 février,,. Le 15 mars, l'État islamique confirme la mort de Jean-Michel Clain en même temps que celle de son frère. Dans un enregistrement audiovisuel de 18 minutes diffusé le 29 avril 2019 (son premier depuis 2014), Abou Bakr al-Baghdadi cite les frères Clain par leurs noms de guerre (kounyat) respectifs et salue leur travail dans le cadre de l'« effort médiatique »,.